# Kalle Ankas falska lejon
Kalle Ankas falska lejon (engelska: Lion Around) är en amerikansk animerad kortfilm med Kalle Anka från 1950.

## Handling
Knattarna klär ut sig till en puma i syfte att skrämma bort Kalle Anka, så att de kan äta upp Kalles paj som står på fönsterbrädan. Men det dröjer inte länge förrän Kalle avslöjar dem. Plötsligt får leken en annan vändning när en riktig puma kommer in i bilden.

## Om filmen
Filmen hade svensk premiär den 12 mars 1951 på biografen Spegeln i Stockholm.
Filmen hade svensk nypremiär den 5 september 1954 och ingick i ett kortfilmsprogram tillsammans med kortfilmerna Pluto som plattcharmör, Jan Långben tar ridlektion, Jättens överman, Kalle Anka får bisyssla, En kofta åt Pluto, Kaninen med choklad i och Kalle Anka i paradiset.

## Rollista
- Clarence Nash – Kalle Anka, Knatte, Fnatte och Tjatte
- James MacDonald – puma[8]